# Amphoricarpos autariatus
Amphoricarpos autariatus là một loài thực vật có hoa trong họ Cúc. Loài này được Blečić & E.Mayer mô tả khoa học đầu tiên năm 1967.